# Sterculia cinerea
Sterculia cinerea là một loài thực vật thuộc họ Sterculiaceae. Loài này có ở Eritrea, Ethiopia, và Sudan.